# João Marinho Neto
João Marinho Neto (Maranguape, 5 ottobre 1912) è un supercentenario brasiliano di 112 anni e 309 giorni che dal 25 novembre 2024, con la morte del britannico John Tinniswood, risulta essere la persona di sesso maschile più longeva vivente al mondo, la cui età sia stata verificata. Questo primato gli è stato riconosciuto anche dal Guinness dei primati.

## Biografia
João Marinho Neto nacque il 5 ottobre 1912 a Maranguape, nello Stato federato brasiliano del Ceará, in una famiglia di agricoltori. Durante l'infanzia si trasferì con i genitori in una zona rurale del comune di Apuiarés. Fin dall'età di quattro anni, Neto aiutò il padre nel lavoro agricolo, gestendo il bestiame e raccogliendo i frutti del juazeiro (Sarcomphalus joazeiro, un albero tipico delle aree a clima semidesertico del Brasile). Si ritrovò spesso a fronteggiare crisi climatiche locali, in particolare i frequenti episodi di grave siccità che nel corso dei decenni colpirono l'area dove viveva.
Neto si sposò con Josefa Albano dos Santos, morta nel 1994; la coppia ebbe quattro figli: Antônio, José, Fátima e Vanda (quest'ultima è deceduta). Sua moglie aveva ereditato un terreno in una fazenda locale, la fazenda Massapê, dove Neto coltivò a lungo il miglio e i fagioli. Si dedicò inoltre all'allevamento di bovini, ovini, suini e polli. L'uomo ebbe, inoltre, altri tre figli (Vinícius, Jarbas e Conceição) da un'altra donna, Antonia Rodrigues Moura. Attraverso il duro lavoro, Neto si costruì una vita stabile dal punto di vista economico, divenendo proprietario di terreni e di abitazioni.
Nel novembre 2024 l'uomo, ormai 112enne, risiede nella città di Apuiarés e ha, come discendenti in vita, sei figli, ventidue nipoti, quindici bisnipoti e tre trisnipoti.

## Longevità
L'associazione di ricerca gerontologica LongeviQuest, certificando la data di nascita dell'uomo esaminando i suoi documenti, ha permesso di stabilire che João Marinho Neto è la persona di sesso maschile più longeva vivente in America Latina, la cui età sia stata verificata, dal 2 aprile 2024, quando morì il 114enne venezuelano Juan Vicente Pérez Mora. Il 28 novembre 2024 il Guinness dei primati ha riconosciuto il lavoro di LongeviQuest, assegnando il primato di Decano maschile dell'umanità al supercentenario brasiliano, essendo poco prima deceduto il britannico John Tinniswood, il precedente decano.